# Саюкино
Саю́кино — село в Рассказовском районе Тамбовской области Российской Федерации.

## История

### XVIII век
Село Саюкино впервые упоминается в окладных книгах 1702 года: «Церковь Дмитрии в Тонбовском уезде, в новоселебном селе Саютине. У тое церкви двор попа Леонтия… В приходе в том селе: двадцать четыре двора детей боярских, пять дворов бобыльских. К сему окладу села Саютина дьячок Стефан Попов руку приложил для того, что отца его дома нет …Церковь Архистрага Михаила в том же селе Саютине. У тое церкви двор попа Мины, да двор попа Трифона, два двора дьяковых. В приходе в том селе девяносто дворов детей боярских, три двора бобыльских».
Вторично о селе Саюкине упоминается с некоторыми подробностями в документах первой ревизской сказки 1719—1722 годов По-прежнему в Саюкине числилось два прихода — Михайловский и Дмитриевский. В Михайловском приходе насчитывалось 78 домов однодворцев, в Дмитриевском приходе — 57 домов однодворцев. Однодворцев в двух приходах села Саюкина было 748, дворовых — 77 душ.
По сведениям Центрального государственного архива древних актов упоминания о двух сёлах Рассказовского района Дмитриевщине и Саюкино содержится во многих документах, примерно с середины XVII века. Эти два современных села триста с лишним лет существовали, как единое село, но с двумя приходами и в документах именовались то село Саютино (Саюкино), то Дмитриевское, то Михайловское, то Дмитриевщина, то Березовка, то Селивановка. Вот сколько названий вплоть до середины XIX века было у старинного села. Вплоть до XIX века большинство сёл носило как бы двойное название. C одной стороны, официально населённый пункт назывался по названию храма в нём расположенного, а население по старинке звало село по каким-то другим признакам: по первопоселенцу Селиванову — « Селивановка», по берёзовой роще — Березовка". Первое точное упоминание о селе Дмитриевщина содержится в « Ландратской переписной книге детей боярских» от 1675 года и говорится, как о селе «Новопоселенном».
Первыми жителями села были отставные солдаты, которым разрешалось поселяться на свободных землях. Это жители Тамбова, Шацка, Конобеева и других. Первые поселения появились в междуречье реки Керша и левого её притока, названо это поселение было «Кобзев». Затем прибывшие жители образовали поселение « Черников». С увеличением населения жители расселяются от улицы «Кобзев» на юг вдоль реки, а затем на юго-восток, вдоль проезжей дороги Тамбов — Саратов, по последней торговцы и купцы везли зерновые культуры и перегоняли скот к воде реки Цны. Дорога имела извилины, и поселение вдоль дороги было названо «Криушей». С приходом новосёлов жители расселяются вдоль реки Керши, от моста на юго-восток, и образовали Заречье, а два дома были построены от моста на северо-восток и названо было Красновкой. Прибывшие мордовцы стали заниматься земледелием, скотоводством и пчеловодством. Они долгое время держали в секрете разведение и уход за пчёлами и поэтому жители сёла прозвали их тонкими (хитрыми) людьми, улица долгое время сохраняла своё название — Тонково. Затем поселились жители улицы Пески, Каблук, Безгин. Сохранились мордовские фамилии: Шалагина, Парбузина, Безгина, Тарабрина.
Жить в крае вплоть до конца XVIII века было неспокойно. Беспокоили набегами ногайские татары, поднимала бунты языческая мордва. В конце XVIII — XIX веков в селе проживала образованная династия священников Оржевских. На протяжении нескольких десятилетий они расспрашивали старожилов, записывали легенды и составили настоящую летопись села и окрестностей. Священник Иоан Оржевский пересказывает несколько легенд о том, как некий охотник Саюк после нападения татар на его жилище и смерти единственной дочери, удалился в непроходимый лес и основал малый монастырь — обитель, где долгие годы вёл отшельническую жизнь. И как своими руками срубил маленькую часовню. О его жизни прослышал епископ Тамбовский Питирим и в лето 7203 (1695 год) прибыл к отшельнику. Много беседовал о святом писании с ним. И увещевал живших в то время с отшельником тем сбежавших с Дону реки в 7183 (1675 год) неких старцев и стариц, впавших в раскол. Епископу удалось обратить тех раскольников в православие, и только после он освятил церковь во имя Великомученика Дмитрия Солунского.

### XIX век
Во второй половине XIX века. село окончательно разделилось на два самостоятельных поселения — Саюкино (бывший Михайловский приход) и Дмитриевщина (бывший Дмитриевский приход).
Согласно «Списку населённых мест Тамбовской губернии за 1862 год»: Саюкино, Михайловское тож, село казённое и владельческое, при речке Орлянке и реке Керше. В Саюкино в 1862 году 294 двора, 1173 души мужского пола и 1168 — женского. В селе имелись: церковь православная, ярмарка, базары по понедельникам.
Согласно «Списку духовенства Тамбовской епархии на 1876 год» церковь в селе Союкине Архангельская, деревянная, постройки 1777 года; приделов два: во имя Скорбященской Божия Матери и во имя Святителя Николая. Главная. Штат: настоятель и псаломщик.
Настоятель священник Кирей Захаров Хмельницкий, 2 разряда, рукоположён в 1830 году. Сверхштатный священник Андрей Гаврилов Говоров, 2 разряда, рукоположён в 1854 году.
Церковный староста государственный крестьянин Кортавых, с 1871 года.

### XX век
В «Историко-статистическом описании Тамбовской Епархии» за 1911 год: «село Саюкино. Церковь деревянная, холодная, построена прихожанами в 1774 году. Престолов три: главный — Архангельский (8 ноября), придельные Скорбященский (24 октября) и Никольский (6 декабря и 9 мая). Дворов 717, душ мужского пола — 2995, женского — 2923, великороссы, земледельцы. Школы: земская и церковно-приходская, смешанные. В приходе строятся две новые церкви: в селе Саюкино каменная, трёхпрестольная, тёплая и в деревне Керше начата постройкой деревянная холодная церковь».